# Lapptjärnen (Bjurholms socken, Ångermanland, 709614-164568)
Lapptjärnen är en sjö i Bjurholms kommun i Ångermanland och ingår i Lögdeälvens huvudavrinningsområde.